# Friedrich Auffarth
Friedrich „Fritz“ Auffarth (* 22. Januar 1918 in Eschwege; † 17. August 2004) war ein deutscher Jurist und Arbeitsrechtswissenschaftler. Er war von 1963 bis 1986 Richter am Bundesarbeitsgericht, zuletzt als dessen Vizepräsident.
Fritz Auffarth wurde als Sohn des Juristen August Auffarth (1885–1960, Vizepräsident des Oberlandesgerichts Kassel) und dessen Ehefrau, der Studienassessorin Ingeborg Auffarth, geborene Kleim (* 1894, Tochter des Bürgermeisters Karl Kleim), geboren. Nach dem Besuch des Gymnasiums studierte er an der Universität München und der Universität Bonn. 1940 legte er in München das Erste Staatsexamen ab. Nach Kriegsdienst und -gefangenschaft konnte er seine Ausbildung im Jahr 1946 fortsetzen und absolvierte 1949 in Frankfurt am Main das Zweite Staatsexamen (Assessorexamen). 1948 war er an der Universität Marburg zum Dr. jur. promoviert worden.
Zunächst trat Auffarth in den höheren Justizdienst des Landes Hessen ein und war von 1950 bis 1954 als Richter in Kassel tätig. Anschließend war er bis 1959 als wissenschaftlicher Mitarbeiter an das Bundesarbeitsgericht abgeordnet, unterbrochen von einer Referententätigkeit im Bundesministerium für Arbeit und Sozialordnung. Von 1959 bis 1962 gehörte Auffarth dann dem Hessischen Verwaltungsgerichtshof in Kassel an (ab 1962 als Oberverwaltungsgerichtsrat), bis er 1963 zum Richter am Bundesarbeitsgericht (ebenfalls in Kassel) ernannt wurde. 1977 wurde Auffarth zum Vorsitzenden Richter des Sechsten Senats am Bundesarbeitsgericht befördert und 1980 zum Vizepräsidenten dieses Gerichts ernannt. Mit Erreichen der Altersgrenze trat der in Kassel Auf der Schubach wohnende Auffarth 1986 in den Ruhestand.
Neben seiner richterlichen Tätigkeit engagierte sich Fritz Auffarth auch wissenschaftlich und übernahm 1968 an der Technischen Universität Braunschweig einen Lehrauftrag für Bürgerliches Recht und Arbeitsrecht. 1975 wurde er dort zum Honorarprofessor ernannt.
Aufgrund seiner Verdienste als Wissenschaftler um das Arbeitsrecht und die Arbeitsgerichtsbarkeit wurde ihm 1986 das Große Verdienstkreuz des Verdienstordens der Bundesrepublik Deutschland verliehen.
Fritz Auffarth war evangelisch, ab 1944 mit Wilma Auffarth, geborene Fischer, verheiratet und hatte vier Kinder (Ernst, Rainer, Ruth und Ilse).

## Veröffentlichungen
- mit Müller: Kündigungsschutzgesetz. 1960.
- mit Schönherr: Arbeitsgerichtsgesetz. 2. Auflage 1968.
- mit Fitting und Kaiser: Betriebsverfassungsgesetz. 13. Auflage 1981.